# Moy and Dalarossie

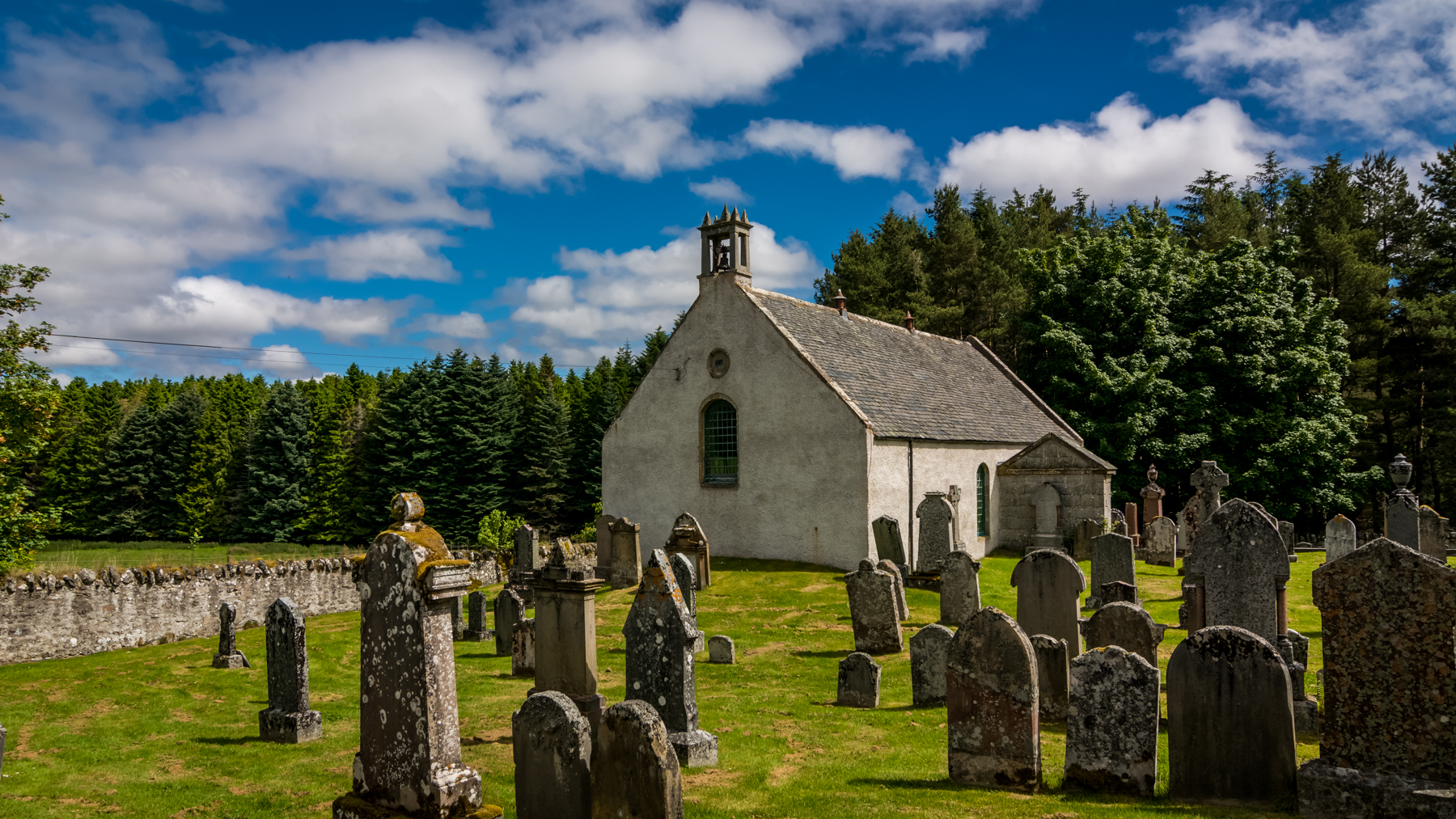
Kirche und Friedhof von Moy

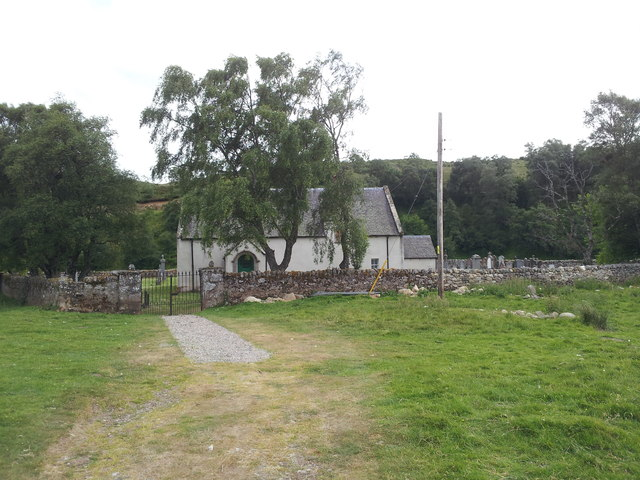
Kirche und Friedhof von Dalarossie

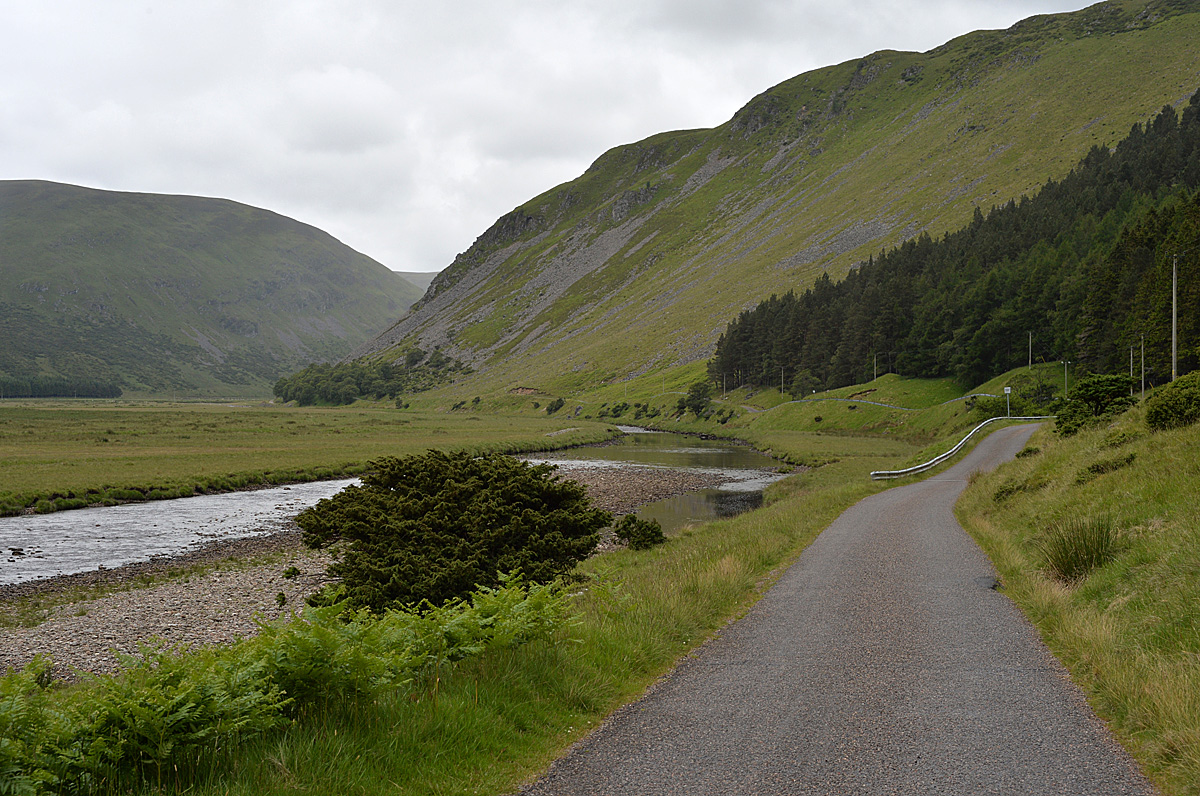
Im gebirgigen Südwesten

Moy and Dalarossie ist eine historische Verwaltungseinheit (Civil Parish) im Norden von Schottland. Vom Typ her handelt es sich um eine Gemeinde. Sie lag südöstlich von Inverness in der heutigen Region Highland. In Bezug auf die traditionellen Grafschaften zählt Moy and Dalarossie zu Inverness-shire, ein zunächst zu Nairnshire gehörender Teil wurde erst nachträglich von dort abgetreten. Acht weitere Civil Parishes waren angrenzend: Alvie, Boleskine and Abertarff, Cawdor, Croy and Dalcross, Daviot and Dunlichity, Duthil and Rothiemurchus, Dores, Kilmonivaig, Kingussie and Insh und Laggan.
Der größere Südwesten des Parishes ist gebirgig geprägt. Hier, in den Monadhliath Mountains entspringt der River Findhorn, der das gesamte Gebiet durchfließt und später in nordöstlicher Richtung verlässt. In dieser Gegend ist das Parish dichter besiedelt, denn es wird von Inverness aus in südöstlicher Richtung nach Perth von bedeutenden Verkehrsverbindungen durchzogen. In der Praxis sind es die A 9 sowie die Highland Main Line. Im Parish liegen mehrere Seen, es sind Loch a’ Chaorainn, Loch Moy, Loch Braigh Bhruthaich und Loch nan Stuirteag. Zu den Nebenflüssen des Findhorns zählen der Moy Burn, der Abhainn Cro Chlach und der Mazeran Burn. Die bekannteren Berge sind Beinn Bhreac Bheag, Beinn Bhreac Mhor, Càrn Ballach, Càrn Ban, Càrn na h-Easgainn, Càrn Glas-choire, Càrn nan Tri-tighearnan, Càrn Liath, Càrn Sgulain, und Slochd Summit.
Zu den wichtigsten Ortschaften zählen Balvraid, Clune, Coignafearn, Corrybrough, Invereen, Moy, Raigbeg, Ruthven, Tomatin und Woodend. Als überregional bekannt gelten der Aultnaslanach Viaduct, die Whiskybrennerei in Tomatin sowie das Waldgebiet Glenmazeran Forest.
Aus dem Civil Parish ging Ende des 20. Jahrhunderts die Community Council Area The Strathdearn hervor.